# Avions sans pilotes
Avions sans pilotes est la douzième histoire de la série Les Aventures de Buck Danny de Jean-Michel Charlier et Victor Hubinon. Elle est publiée pour la première fois dans le journal Spirou du no 806 au no 828. Puis est publiée sous forme d'album en 1954.

## Résumé
Situé au début de l'hiver 1950-51, l'épisode se déroule en deux séquences brèves (deux ou trois jours chacune), séparées par un laps de l'ordre d'une semaine.
Buck Danny doit enquêter sur des fusées chargées d'explosifs qui s'attaquent aux avions américains. En parallèle, l'aviateur San reçoit des pressions pour passer du côté nord-coréen alors que sa famille y est retenue en otage.

## Contexte historique
L'aventure se déroule pendant la Guerre de Corée, entre la fin de l'année 1950 et le début de l'année 1951. Les « avions sans pilote » imaginés par Charlier rappellent les V1 allemands ou les Yokosuka MXY-7 Ohka japonais de la deuxième querre mondiale, mais sont pilotés par radio. Ce sont en quelque sorte des drones avant la lettre.
L'United States Air Force commence à s'équiper à l'époque d'un avion à réaction très supérieur au Panther et qui se nomme le Sabre.

## Avions
- Bell XP-77
- Republic F-84E-5-RE Thunderjet, serial 49-2176 (authentique)[1]
- Republic F-84D Thunderjet
- North American B-45A-1-NA Tornado, serial 48-015 (authentique)[2]
- Culver PQ-14 Cadet
- North American F-86D Sabre
- Mikoyan-Gourevitch MiG-15SP chasseur biplace

## Publication

### Revues
- Journal Spirou du no 806 du 24 septembre 1953 au no 828 du 25 février 1954.

### Album
- Dupuis 1954